# Magnétoscope
Le magnétoscope est un appareil électronique destiné à l'enregistrement et à la relecture d'un signal vidéo et audio, sauvegardé sur une bande magnétique ou une vidéocassette. À l'instar du magnétophone dévolu à l'enregistrement sonore, il bénéficie des progrès industriels de l'électronique et des supports magnétiques déjà en vigueur pour l'audio. Initialement développé pour l'enregistrement des émissions de télévision dès les années 1950, cet appareil connaît un essor notable sur le plan international à partir de la fin des années 1970, avec l'industrie du cinéma, dans le cadre de la location ou la vente de vidéocassettes préenregistrées.
Industriellement produit en petit nombre dès le milieu des années 1950 aux États-Unis, en raison de sa complexité technologique et de son coût de fabrication, il est initialement réservé aux réseaux nationaux de télévision américains ainsi qu'aux principales sociétés de production. Le magnétoscope se démocratise très progressivement à partir des années 1960 avec des fabricants japonais comme Sony ou européens comme Philips. L'introduction des composants électroniques miniaturisés, des semiconducteurs, de la vidéocassette et de certaines évolutions techniques pour perfectionner la qualité vidéo se succèdent, notamment avec l'adoption de l'enregistrement en couleur dès le milieu des années 1960.
L'apogée du magnétoscope grand public marque les années 1980 et 1990, époque durant laquelle une forte concurrence entre les formats, les marques et les fabricants s'accentue ainsi que s'enrichit l'offre des éditeurs vidéo et télévisuelle en nombre de chaînes, sans oublier les vidéocassettes proposant films de cinéma, variétés, séries, etc. On note également le succès des Vidéo-clubs permettant au public de louer les vidéocassettes des contenus qu'il souhaite visionner. Cette période voit le prix de vente des appareils et des vidéocassettes vierges à enregistrer baisser considérablement. Il faut attendre la fin de l'année 1995 pour que la vidéo numérique adopte un format quasi universel, le DVD. Toutefois, le magnétoscope continue d'être utilisé par le grand public jusqu'aux années 2010. La vidéo délinéarisée apparue avec l'émergence du haut débit et des box Internet vers l'année 2005 remplace progressivement le magnétoscope.

## Contexte historique et développements

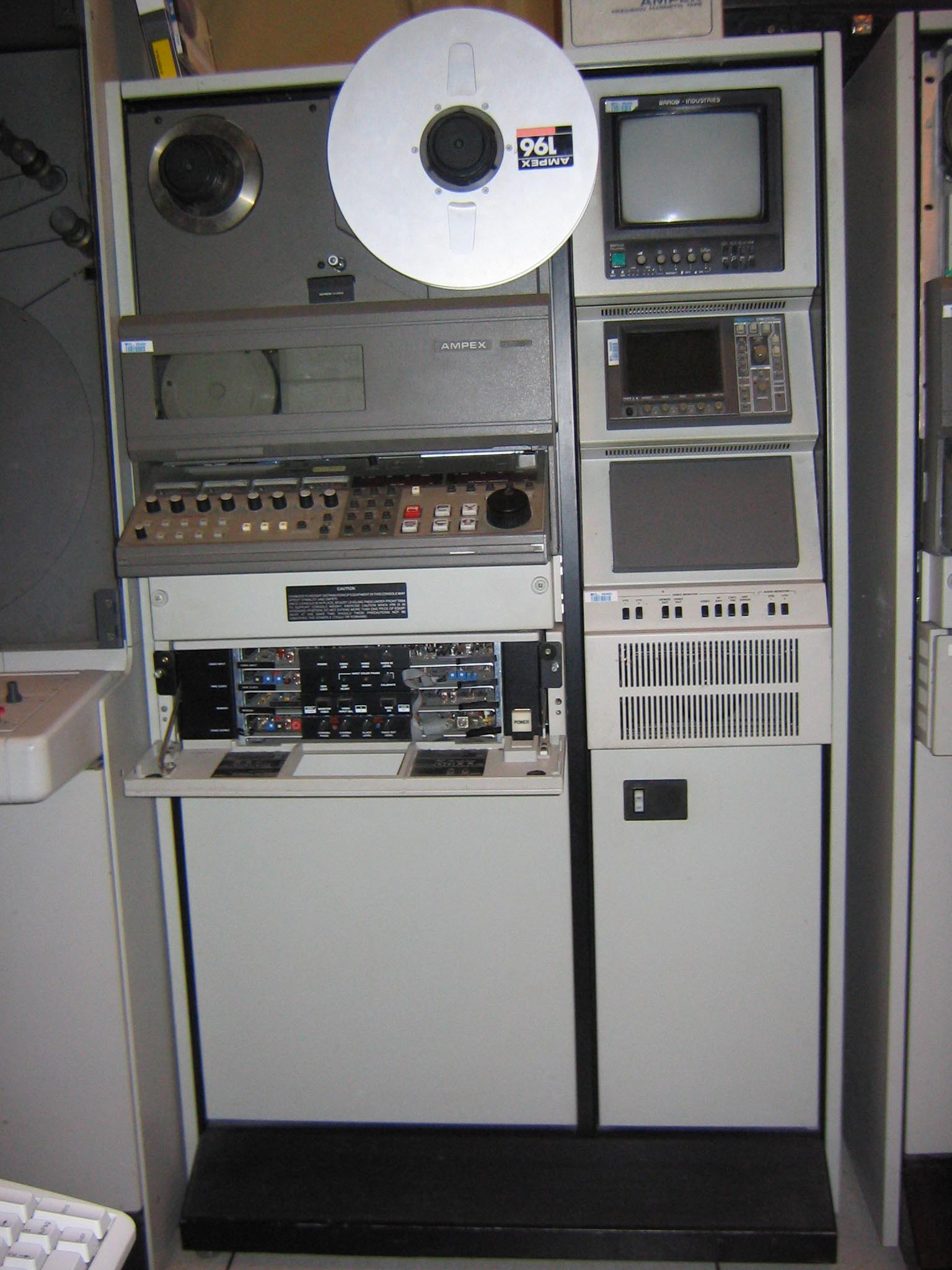
Magnétoscope VPR 6 Ampex

Initialement et jusqu'à la fin des années 1960, les chaînes de télévision n'ont pas d'autre choix pour sauvegarder leurs émissions ou enregistrer des productions avant diffusion, que d'exploiter le Kinéscope. Une caméra cinéma dotée de pellicule est fixée sur un écran de télévision ou un moniteur. Généralement de format film 16mmm, le résultat reproduit à l'antenne est significativement médiocre, tant concernant la qualité de restitution de l'image enregistrée sur film que concernant la géométrie souvent défaillante, produisant des anamorphoses ou déformant l'image d'origine. Les chercheurs s'attachent dès le début de la télévision à pouvoir sauvegarder le signal vidéo lui-même, sur le principe de l'enregistrement sonore magnétique.
Le 1er juin 1909, l’ancêtre du magnétoscope est conçu par le notaire français Constantin Senlecq, lequel imagine un système d’enregistrement magnétique des images sur un fil d’acier magnétique. Un brevet est déposé mais aucun prototype n'est construit. Le 10 janvier 1927, le britannique d’origine russe Boris Rtcheouloff dépose le brevet d’un enregistreur sur support magnétique, destiné à sauvegarder les émissions de télévision, sur le principe de l'enregistreur audio « télégraphone » de l’inventeur Valdemar Poulsen. 2 mars 1927, les tout premiers enregistrements de télévision au monde sont effectués par l’anglais John Logie Baird. Il pense à adapter les enregistreurs sonores qui gravent des disques de cire, pour sauvegarder les images vidéo, muettes. 
Au début des années 1950, la société américaine AMPEX décide de développer un dispositif d'enregistrement vidéo sur bande magnétique et ses ingénieurs Charles Ginsburg, Ray
Dolby, Shelby Henderson, Alex Maxey et Fred Pfost élaborent le tout premier magnétoscope à bande, nommé le VR-1000 (Video Recorder 1000)
Le 25 octobre 1951, le célèbre chanteur américain Bing Crosby présente une démonstration du premier magnétoscope à bande Ampex-200 à Los Angeles. La société de l’artiste américain bénéficie de l’exclusivité de la distribution des tous premiers magnétoscopes professionnels, développés par la société Ampex. L’appareil exploite une bobine magnétique ne pouvant enregistrer qu'un maximum de 16 minutes de vidéo en noir et blanc au total. L’émission de variétés The Bing Crosby Show enregistrée en public peut ainsi être rediffusée le même jour, sur les zones Est et Ouest des États-Unis, décalage horaire oblige. Toutefois à ce stade, l'appareil Ampex est considéré comme un prototype.
Le premier magnétoscope professionnel est lancé à partir de 1954 par la société RCA. Cet appareil enregistre le signal vidéocomposite noir et blanc de manière longitudinale, exactement comme les magnétophones mais sur une large bande magnétique de 2 pouces et doit consommer une longueur considérable de bande magnétique en exploitant la vitesse de défilement de neuf mètres par seconde. Le 14 mars 1956, Ampex dévoile la version finalisée de son magnétoscope à la presse, lors d’une convention à Chicago (NAB).
Le 30 novembre 1956, Ampex commercialise le premier magnétoscope à bande fabriqué en série. Cette grosse armoire nécessite un système de ventilation et de refroidissement spécifique. Il faut remplacer la bobine de ruban magnétique toutes les 60 minutes. À cette période, l'appareil n’enregistre et ne reproduit qu’en noir et blanc, en raison notamment des spécificités du codage couleur américain NTSC. La station CBS située à Los Angeles diffuse ses premières émissions régulières enregistrées en vidéo. L’émission « Douglas Edwards and the News » est le premier programme préenregistré en vidéo.
À partir du début des années 1960, le problème de la forte consommation de bande est résolu en enregistrant les signaux vidéo de manière transversale par rapport au défilement de la bande, en utilisant des têtes vidéo rotatives, ramenant le défilement linéaire à 38 centimètres par seconde. Parmi les ingénieurs impliqués dans le développement de cet appareil, on compte Charles Ginsburg, Charles Anderson, Ray Dolby, Shelby Henderson, Alex Maxey et Fred Pfost.
Le 1er octobre 1957, le premier magnétoscope capable de sauvegarder et restituer les signaux de télévision en couleurs NTSC est conjointement lancé par Ampex et RCA. Deux séries américaines sont ainsi « ampexées » en couleurs.
En 1959, la société japonaise Toshiba innove en enregistrant les signaux vidéo de manière dite « hélicoïdale », avec un seul bloc vidéo rotatif. En 1964, cette technologie est perfectionnée par le fabricant hollandais Philips, lequel ajoute une deuxième tête vidéo au bloc rotatif. Cette solution d'enregistrement des signaux vidéo est progressivement adoptée pour tous les magnétoscopes professionnels et grand public fabriqués ultérieurement.
Durant les années 1970 à 2000, plusieurs formats grand public sont en compétition : VCR de Philips, Betamax de Sony, V2000 de Philips et VHS de JVC. En 1970, Matsushita Electric Industrial (Panasonic), JVC, Sony et cinq autres entreprises du secteur de l'électronique grand public signent un accord concernant le format normalisé du support vidéo magnétique. La dimension de la bande vidéocassette est fixée à 19 mm soit 3/4 de pouce de largeur. Ce format devient un standard pour la bande magnétique en vidéo analogique.
La performance du Betamax concernant l'enregistrement du signal vidéo est légèrement supérieure mais il est longtemps handicapé par la capacité d'enregistrement proposée par son concurent direct VHS. Toutefois, le Betamax parvient à subsister jusqu'au milieu des années 1980. Arrivé significativement en retard par rapport à ses deux concurrents japonais, le forat V2000, bien que techniquement supérieur et doté d'une plus grande capacité d'enregistrement, ne parviendra jamais à obtenir une part de marché suffisante par rapport au VHS.
Le prix de vente des supports vierges et surtout l'offre vidéo VHS en vidéo-club et commercialisée par les studios de cinéma favorisent dès le milieu des années 1980, le succès international du format VHS. Au fil des années, Sony et Philips se rallient au VHS et produisent des magnétoscopes à ce format.
Après le retrait du japonais Panasonic en 2012, l'un des derniers fabricants de magnétoscopes VHS partenaire de Philips, le japonais Funai, annonce en juillet 2016 la fin de la fabrication du dernier magnétoscope de son catalogue, dont la production annuelle en 2015 s'élève à 750 000 unités, bien moindre des 15 millions des années 2000.

## Formats professionnels

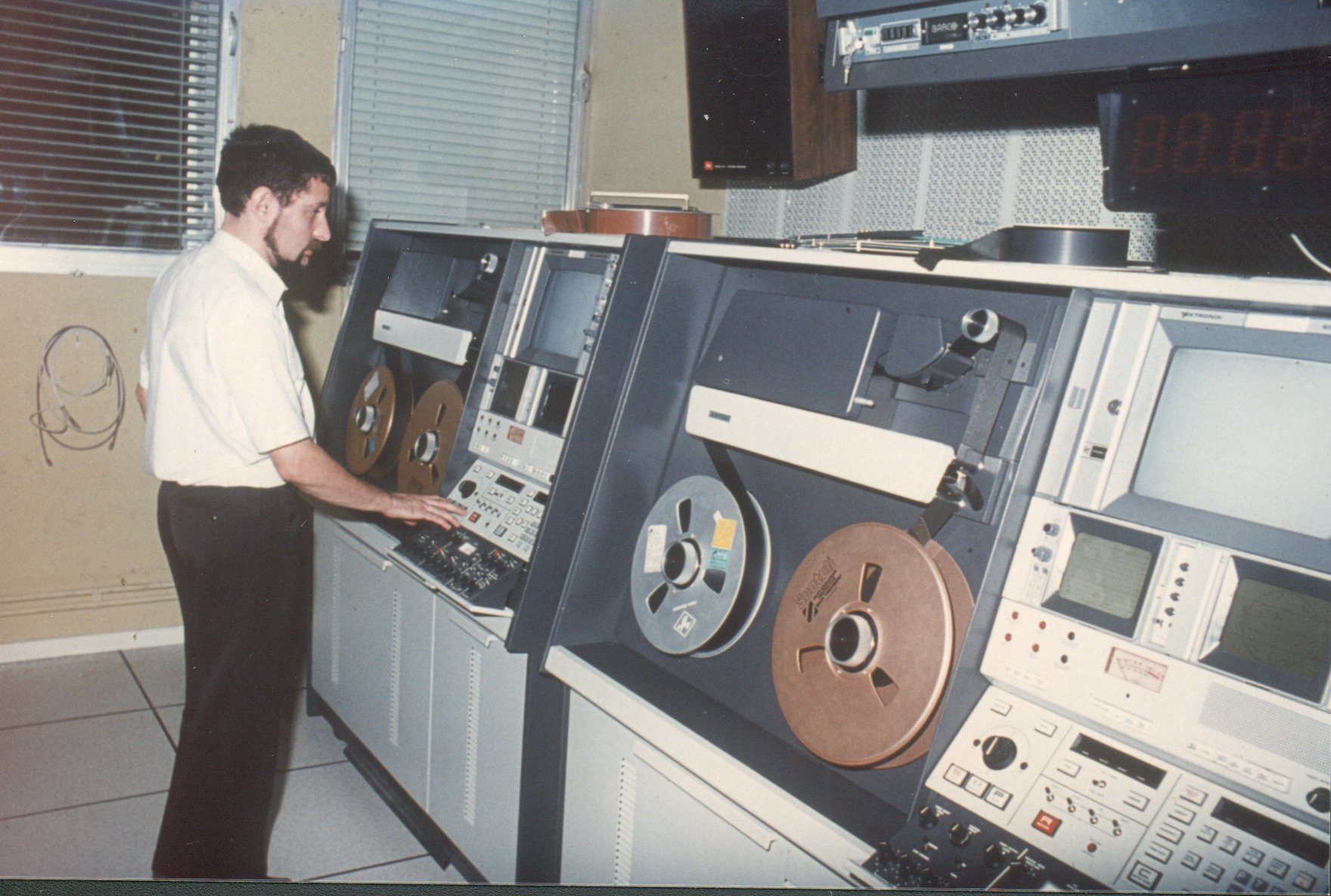
Magnétoscope Ampex AVR3 (1975)

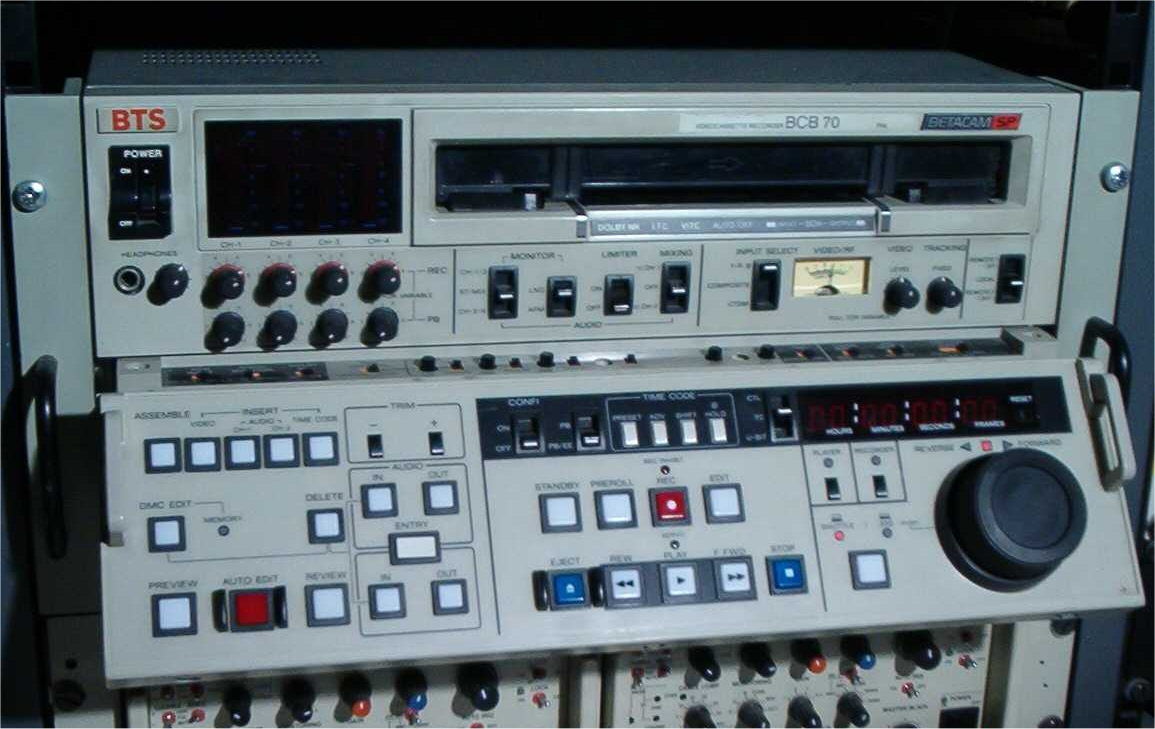
Magnétoscope Betacam

Format analogique à 525 lignes et 625 lignes :
- 1954 : RCA lance le magnétoscope à enregistrement longitudinal du signal vidéo, sur bande magnétique de 2 pouces ;
- 1956 : Ampex lance le magnétoscope à enregistrement « transversal » du signal vidéo sur bande magnétique de 2 pouces ;
- 1959 : Toshiba lance le magnétoscope à enregistrement « hélicoïdal » di signal vidéo sur bande magnétique de 2 pouces ;
- 1970 : magnétoscope sur bande de 1 pouce  par Sony, Ampex et la marque Fernseh de l'allemand Robert Bosch GmbH ;
- 1971 :  1er magnétoscope à vidéocassette, format U-matic de Sony utilisant de la bande magnétique de ¾ de pouce ; principalement utilisé par les entreprises et les établissements scolaires ;
- 1982 : magnétoscope à cassette Betacam par Sony; ce format devient le standard des studios de télévision ; le Betacam utilise à son lancement, la vidéocassette  au format Betamax de Sony avant d'adopter un plus « grand format » réservé aux professionnels ;

Technologie numérique
- 1993 : magnétoscope Betacam numérique ;
- magnétoscope DVcam.

## Formats grand public

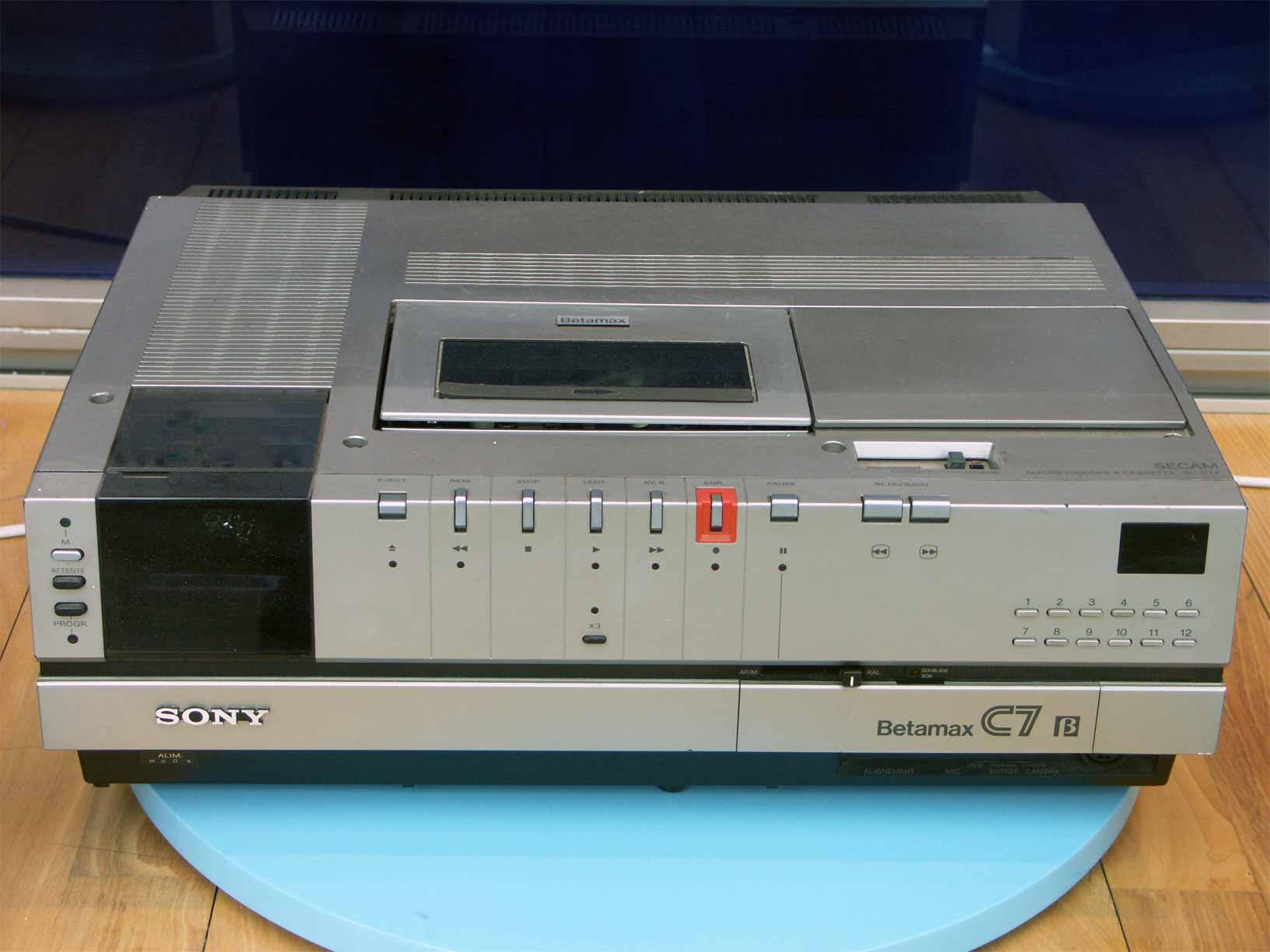
Magnétoscope Sony Betamax

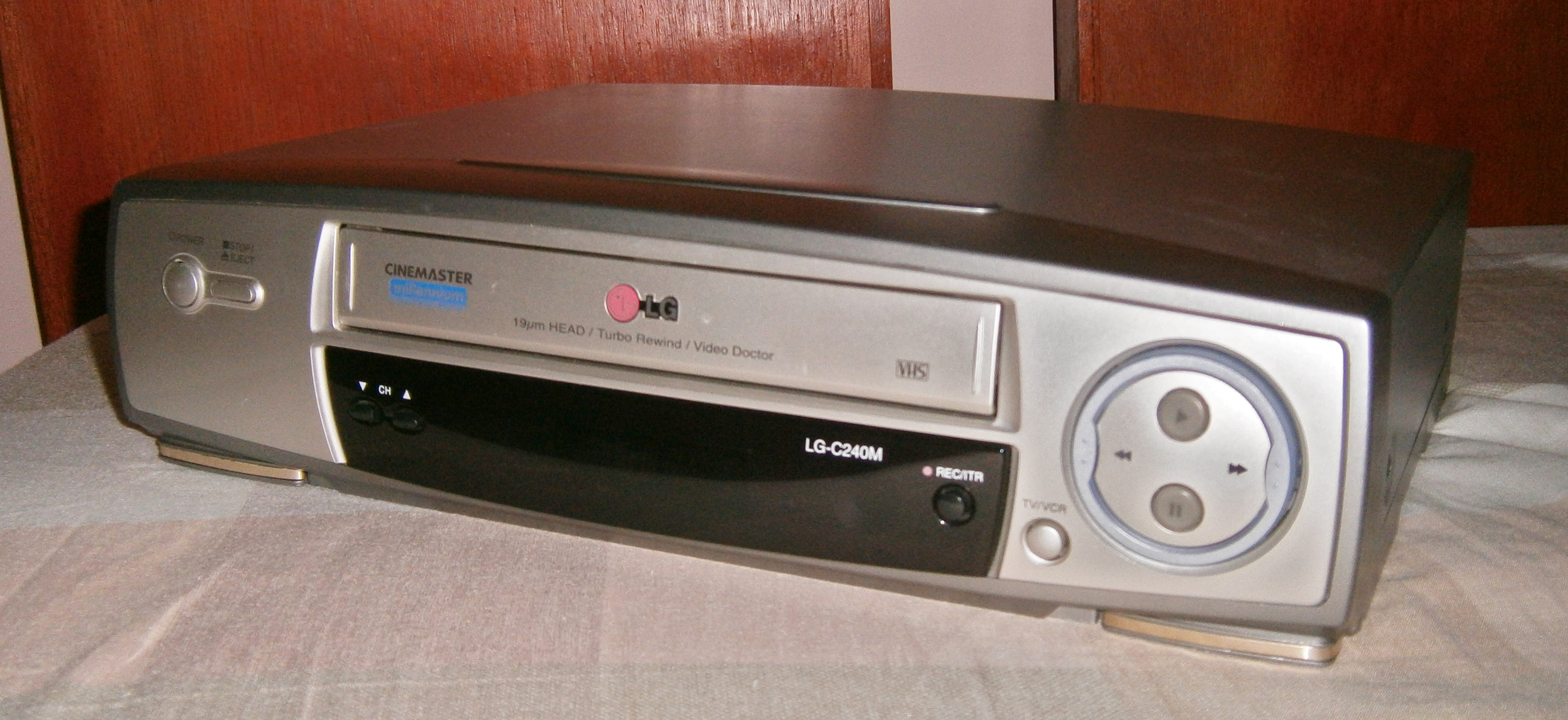
Magnétoscope LG C240M

### Technique analogique
Les principales étapes de l'évolution de la vidéo analogique :
- 1959 : le japonais JVC présente le modèle KV-1, toutefois réservé à un public fortuné
- 1962 : Philips élabore son EL-3400, orienté vers une plus large clientèle
- 1963 : Le magnétoscope Telcan fabriqué par une société britannique est lancé à Londres, avec le concours du service public anglais, la BBC.
- 1965 : le japonais Sony introduit le CV-2000, premier magnétoscope ouvertement destiné au grand public
- 1966 : les américains Ampex et RCA commercialisent leur propre modèle, vendu moins de mille dollars.
- 1968 : Philips et Sony lancent sur le marché, différents modèles de magnétoscope avec bobine, utilisant de la bande magnétique de ½ pouce ;
- 1971 : Le format de vidéocassette Cartrivision est présenté à la presse; il comprend un téléviseur avec lecteur vidéo intégré.
- mars 1972 : Philips lance le premier magnétoscope à cassette à usage grand public, au format VCR ou Video Cassette Recorder offrant une capacité d'enregistrement de 45 minutes maximum par cassette. Il est adapté au marché français en 1975 (SÉCAM) et disparaît en 1977 ;
- novembre 1975 : Sony commercialise le Betamax avec une capacité d'enregistrement maximum de 60 minutes ; au fil des années, la capacité d'enregistrement maximale est étendue jusqu'à 3 heures 35 minutes pour les modèles européens à 625 lignes et jusqu'à 5 heures pour les modèles japonais et américains à 525 lignes en mode dégradé long play. Arrivée en France en septembre 1978, le Betamax disparait en 1983 vaincu par son rival le VHS mais il continue d'être produit pour le marché européen jusqu'en 1985 puis jusqu'en 2002, pour le marché japonais et américain ;
- février 1976 : JVC commercialise la VHS ou Video Home System procurant dès son lancement la capacité d'enregistrement maximale de 3 heures, étendue ultérieurement à 4 heures puis à 5 heures, jusqu'à finalement 10 heures en mode dégradé long play. Le VHS arrive en France en mai 1978 et disparait progressivement vers la fin des années 2010 ;
- août 1977 : la nouvelle version long play du format VCR de Philips porte la capacité d'enregistrement à 2 heures et 30 minutes mais il est incompatible avec son format grand frère, VCR « standard », pour des raisons industrielles et techniques, bien qu'utilisant le même support de vidéocassette. Le VCR long play est lancé en France en octobre 1977 et disparition en 1979 ;
- juin 1978 : Grundig commercialise le standard Super Video (SV), dérivé direct du VCR dont il exploite le même support de vidéocassette mais avec lequel il est toutefois incompatible ; Il arrive en France en novembre 1978 et disparait en 1979.
- 1979 : Philips et Grundig commercialisent simultanément le format V2000 ou Vidéo 2000. Ces fabricants misent sur un avantage visant à doubler la capacité d'enregistrement d'une même vidéocassette réversible tout en préservant une certaine qualité audio et vidéo : sur le principe de la cassette audio, le V2000 permet de sauvegarder jusqu'à 8 h par cassette, soit 2 foix 4 heures par face. Arrivé en France en 1979 et disparu en 1983, il continue d'être développé essentiellement pour le marché allemand, anglais et européen jusqu'en 1988, apportant comme pour ses concurrents Betamax et VHS, certaines améliorations telles que l'audio stéréo ou encore la demi-vitesse, portant la capacité d'enregistrement jusqu'à 16 heures par cassette soit 2 fois 8 heures en qualité dégradée.

Parmi d'autres supports développés et abandonnés à la même époque, un ultime format aurait dû voir le jour pour le grand public en 1979 : le LVR (en) ou Longitudinal Video Recorder, mis au point par l'allemand BASF. Ce format fait exception à l'enregistrement des signaux vidéo dit hélicoïdale en les enregistrant de manière longitudinale avec une tête vidéo fixe. La bande de ½ pouce contenue dans une cassette « débitrice ». Le déroulement complet de la bande est délivré par un plateau intégré dans le magnétoscope, d'où l'impossibilité d'éjecter la cassette sans l'avoir au préalable rembobinée. La bande défile à une vitesse de 4 mètre par seconde et comprend 72 pistes, chacune exploité en 2 min 30 s. Le changement d'une piste à l'autre est réalisé par un micro moteur « pas-à-pas » fixé sur la tête vidéo, en seulement 20 ms et une mémoirenumérique stockant 80 ms de vidéo permet d'éviter une coupure de signal, lors du changement de piste. Ce format procure une autonomie d'enregistrement maximum de 30 minutes. Le japonais Toshiba produit également un magnétoscope de type LVR avec quelques différences notables, dont le nombre de pistes fixé à 220 unités et l'autonomie d'enregistrement étendue à trois heures avec un procédé de boucle vidéo continue ou « cassette sans fin ».

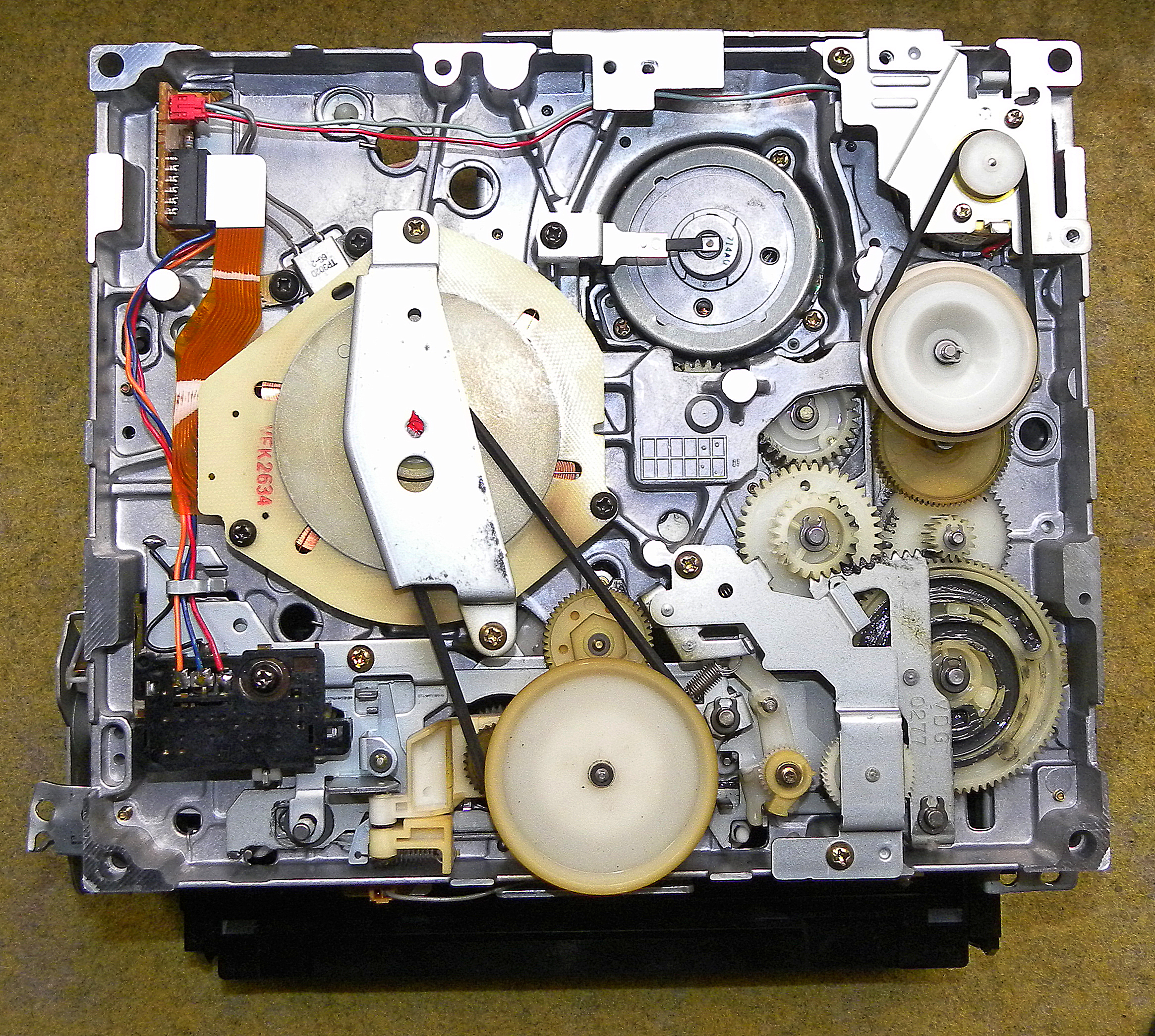
Vue de la partie mécanique de lecture d’un VHS côté entrainement.

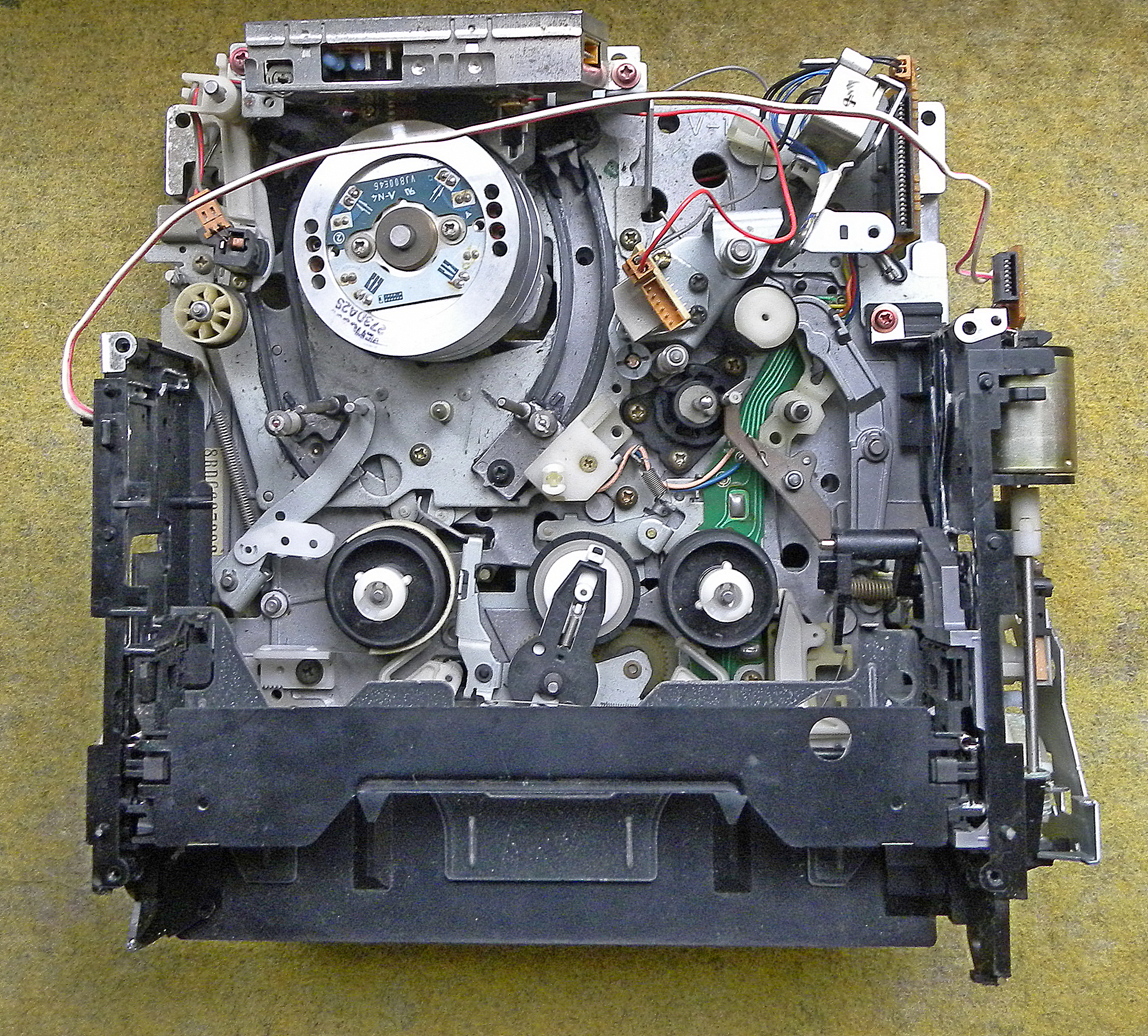
Vue de la partie mécanique de lecture d’un VHS côté têtes magnétiques.(PANASONIC 4 têtes)

### Technique numérique
Plusieurs standards d'enregistrement numérique de la vidéo sur bande magnétique ont successivement été commercialisés. On peut notamment retenir les formats DV, miniDV, Digital-S, etc. Toutefois, aucun d'entre eux ne s'est imposé en remplacement des magnétoscopes de salon. Son principal successeur est le format DVD pour la diffusion d'œuvres enregistrées, le DVDscope pour l'enregistrement des émissions de télévision ou la sauvegarde de vidéo personnelle ainsi que le magnétoscope numérique avec disque dur pour l'enregistrement de programmes télévisés ou les sources vidéo externes provenant notamment d'un caméscope. À partir des années 2000, l'enregistrement vidéo sur bande magnétique est supplanté par la sauvegarde sur disque dur ou sur carte mémoire.